# چیخانکی
چیخانکی (به لهستانی:  Ciechanki) یک روستا در لهستان است که در گمینا پوخاچوو واقع شده‌است.